# Solinski kanal
Solinski kanal je tjesnac koji se nalazi na otoku Mljetu te uz Veliko i Malo jezero čini otočki biser te najposjećenije mjesto nacionalnog parka Mljet. Solinski kanal se nalazi između otvorenog mora i Velikog jezera te je tradicionalni prvi kontakt s mljetskim jezerima ako se dolazi s mora. Relativno je zaštićen od vjetrova premda se nalazi na južnoj strani otoka u neposrednoj blizini otvorenog mora pa s istočne strane (Luka Gonoturska) ponekad puše orkanska bura i orkansko jugo. Na početku kanala, na mjestu koje lokalno stanovništvo zove Vrata od Solina, nalazi se kameni križ kojeg su postavili benediktinci kada su došli na otok. U kanalu je postavljena brana koja sprječava ulazak smeća i naplavina u Veliko jezero, ali omogućava izlazak istog bez većih problema. U kanalu se početkom 19. stoljeća razvio zaselak Soline.